# 格利泽3021b

格利泽3021b是一颗位于水蛇座、距离地球57光年的系外行星。该行星属于类木行星，质量下限为3.37倍木星质量，其轨道距离母星约0.5天文单位。科学家是通过测量其母星视向速度的变化确定其存在的。2001年发表的一份研究报告认为，由于使用视向速度法无法测量得系外行星的轨道倾角，这使得系外行星的质量都被严重低估。天体测量发现该行星的轨道倾角为11.8°，据此推算其质量为木星的16倍，这也可能使其成为一颗褐矮星。然而，之后的分析表明依巴谷卫星并没精确到可以准确测量恒星伴星的轨道，这意味着该行星的轨道倾角及其质量都还是个未知数。